# Sympycnus albipes
Sympycnus albipes är en tvåvingeart som beskrevs av Lamb 1926. Sympycnus albipes ingår i släktet Sympycnus och familjen styltflugor. Inga underarter finns listade i Catalogue of Life.